# フジキュー整備
フジキュー整備株式会社（フジキューせいび、英: Fujikyu Seibi co.ltd）は、愛知県刈谷市宝町にある、自動車整備業及びバス会社である。当社は、フジキューと名乗るが、刈谷市内にある藤久運輸倉庫グループに属し、山梨県を本拠とする富士急行グループとは無関係である。

## 自動車整備事業
- 自動車整備業指定工場（民間車検場）
- 工場：愛知県刈谷市宝町4丁目2番地1

## バス運行事業（FKライン）
- 営業所 : 愛知県刈谷市宝町4丁目2番地1
  - 貸切バス事業
  - 刈谷市から刈谷市公共施設連絡バス一ツ木線、依佐美線の全便、その他4路線の半数を担当していた。2019年（平成31年）3月31日をもって撤退。
- 東浦営業所 : 愛知県知多郡東浦町大字藤江字荒子119番
  - 武豊町より武豊町コミュニティバス試験運行の委託を受け[1]、2010年（平成22年）7月27日から2013年（平成25年）7月までの3年間の試験運行を行っていた。

## 関連会社
- 藤久運輸倉庫株式会社
- フジック有限会社